# Castellot de Mas Mateu
El Castellot de Mas Mateu és una obra del Montmell (Baix Penedès) declarada Bé Cultural d'Interès Nacional.

## Descripció
Fortalesa medieval. Torre quadrada enrunada de 10 x 10 m en planta de la que es conserven 9 m d'alçada. La fàbrica és de grans carreus, ben aparellats. A l'interior hi ha restes de dues parts d'estructura, d'un mur mitger.